# Johann Nikolaus von Hontheim

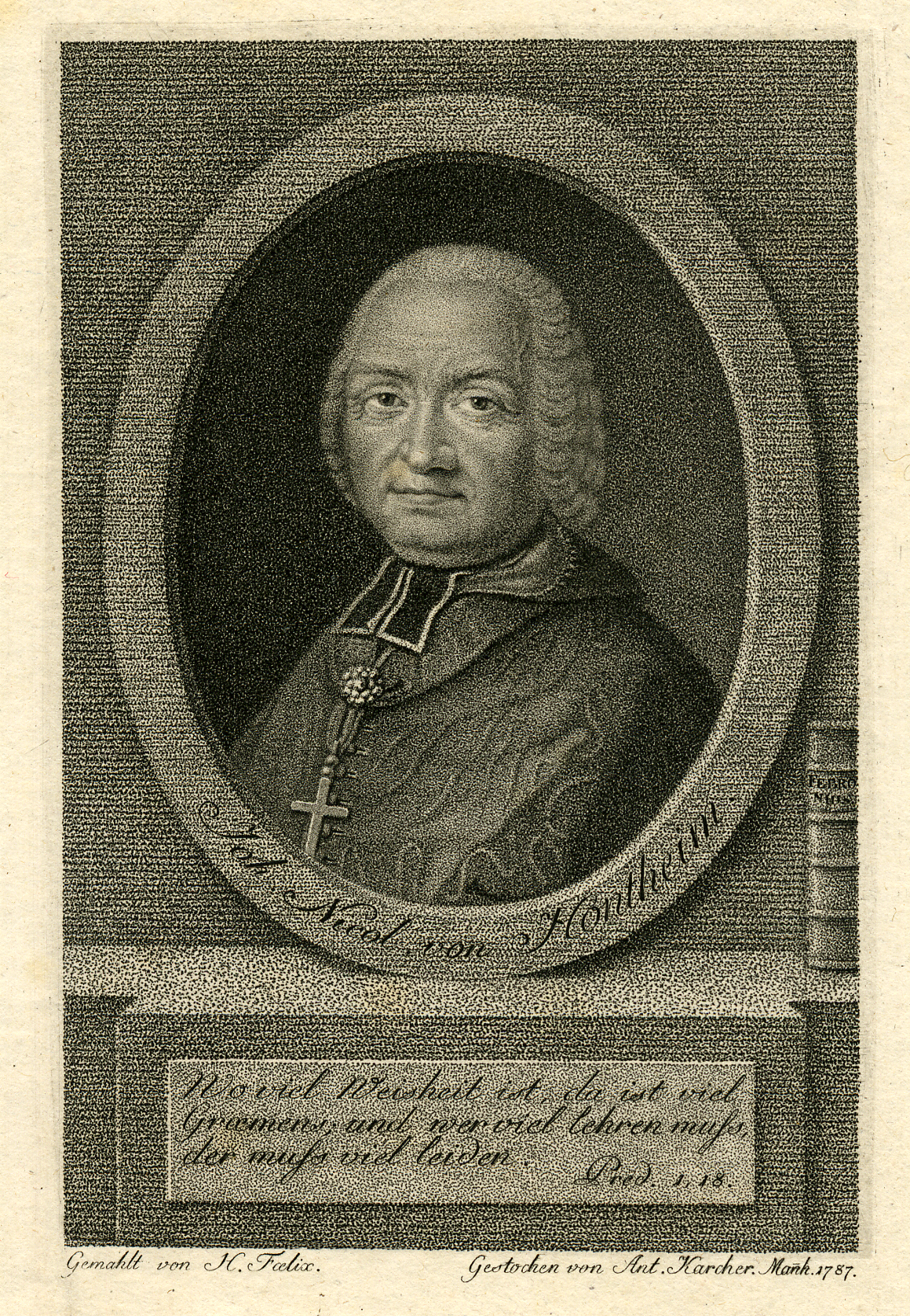
Johann Nikolaus von Hontheim, Punktierstich von 1787

Johann Nikolaus von Hontheim (* 27. Januar 1701 in Trier; † 2. September 1790 in Montquintin, Gemeinde Rouvroy (Belgien)) war katholischer Weihbischof und Kritiker der Stellung des Papstes in der Katholischen Kirche. Er trat auch unter dem Pseudonym Justinus Febronius als Vertreter der Katholischen Aufklärung hervor.

## Leben
Johann Nikolaus von Hontheim stammte aus einem alten Trierer Patriziergeschlecht, besuchte dort die Jesuitenschule und studierte in Trier, Löwen und Leiden Jura, in Löwen als Schüler des Kanonisten Zeger Bernhard van Espen. Im Jahr 1724 wurde er in Trier zum Doktor beider Rechte promoviert. Er entschloss sich dann jedoch, Priester zu werden und in Rom die Verwaltungspraxis der Kurie kennenzulernen. Nach seiner Rückkehr nach Deutschland wurde er zunächst ordentlicher Beisitzer am Generalvikariat, 1733 Professor für römisches Recht (Pandekten und Codex) an der alten Universität Trier. 1738 wurde er Vorstand des Koblenzer Offizialats, 1742 Geheimrat des Erzbischofs Franz Georg und 1748 Weihbischof des Erzbistums Trier. Die Bischofsweihe spendete ihm der Mainzer Weihbischof Christoph Nebel am 16. Februar 1749.
Seiner Historia Trevirensis diplomatica (Trier 1750, 3 Bände; dazu: Prodromus, Trier 1757, 2 Bände) folgte unter dem Pseudonym „Justinus Febronius“ das Buch De statu ecclesiae et legitima potestate Romani pontificis liber singularis (Frankfurt 1763). Hierin knüpfte Hontheim an die Konzilien von Konstanz und Basel, an den Reichstag zu Worms von 1521 und verschiedene Konkordate sowie an den Gallikanismus an und richtete sich u. a. gegen den päpstlichen Jurisdiktionsprimat sowie Eingriffe der Kurie in die Verwaltung und Besetzung der Bistümer der lothringischen und luxemburgischen Nachbarschaft. Verbunden damit war auch die Hoffnung auf eine Überwindung der seit der Reformation bestehenden konfessionellen Spaltung. Hontheim forderte, der Papst müsse sich einem allgemeinen Konzil unterordnen und die Stellung der Bischöfe gegenüber den Päpsten gestärkt werden. Dem Papst selbst gesteht Hontheim im Anschluss an Augustin, Jacques Bénigne Bossuet, Petrus de Marca, van Espen und anderen lediglich einen Ehrenvorrang unter den Bischöfen zu.

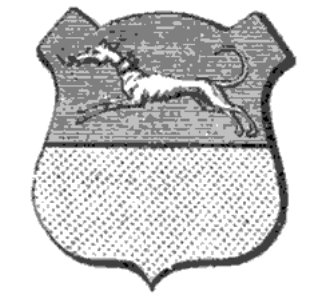
Wappen der Familie von Hundheim (Hontheim)

Das Werk, das er dem Papst selbst gewidmet hatte, wurde öfter nachgedruckt und in mehrere Sprachen übersetzt, vom Papst jedoch am 27. Februar 1764 verboten, auf den Index Librorum Prohibitorum gesetzt und in Rom verbrannt.
Als Hontheim endlich als Verfasser entdeckt war, wurde er 1778 durch Drohungen und Versprechungen zum Widerruf gedrängt. Nach dem Inhalt der 1781 in Wien publizierten Schrift Febronii commentarius in suam retractationem („Kommentar des Febronius zu seinem Widerruf“) scheint der Widerruf jedoch nicht ernst gemeint gewesen zu sein.
Ungeachtet der päpstlichen Verurteilung hatte „der Febronius“ erheblichen Einfluss auf die Koblenzer Gravamina von 1769 und die Emser Punktation von 1786.
Die zehn letzten Jahre seines Lebens verbrachte er vorwiegend auf seinem Gut Montquintin im Luxemburgischen. Dort starb er 1790.

## Schriften
- Historia Trevirensis Diplomatica Et Pragmatica : Inde A Translata Treveri Praefectura Praetorio Galliarum, Ad Haec Usque Tempora: E Genuinis Scripturis Eruta, Atque Ita Digesta, Ut Non Solum Jus Publicum Particulare Archiepiscopatus & Electoratus Trevirensis In Suis Fontibus Plenissime Exhibeat, Sed Et Historiam Civilem & Ecclesiasticam Germaniae, Ejusque Singularia Jura Publica Ac Privata Illustret. Veith, Augustae Vind. 1750 (Digitalisierte Ausgabe der Universitäts- und Landesbibliothek Düsseldorf)
  - T. 1. Ab Anno Domini CCCCXVIII. Usque Ad Annum MCCCI. 1750
  - 2. Ab anno Domini MCCCI. usque ad annum MDLXVII. 1750
  - 3. Ab anno Domini MDLXVII. usque ad annum MDCCXLV. 1750